# Antíloc (fill de Nèstor)

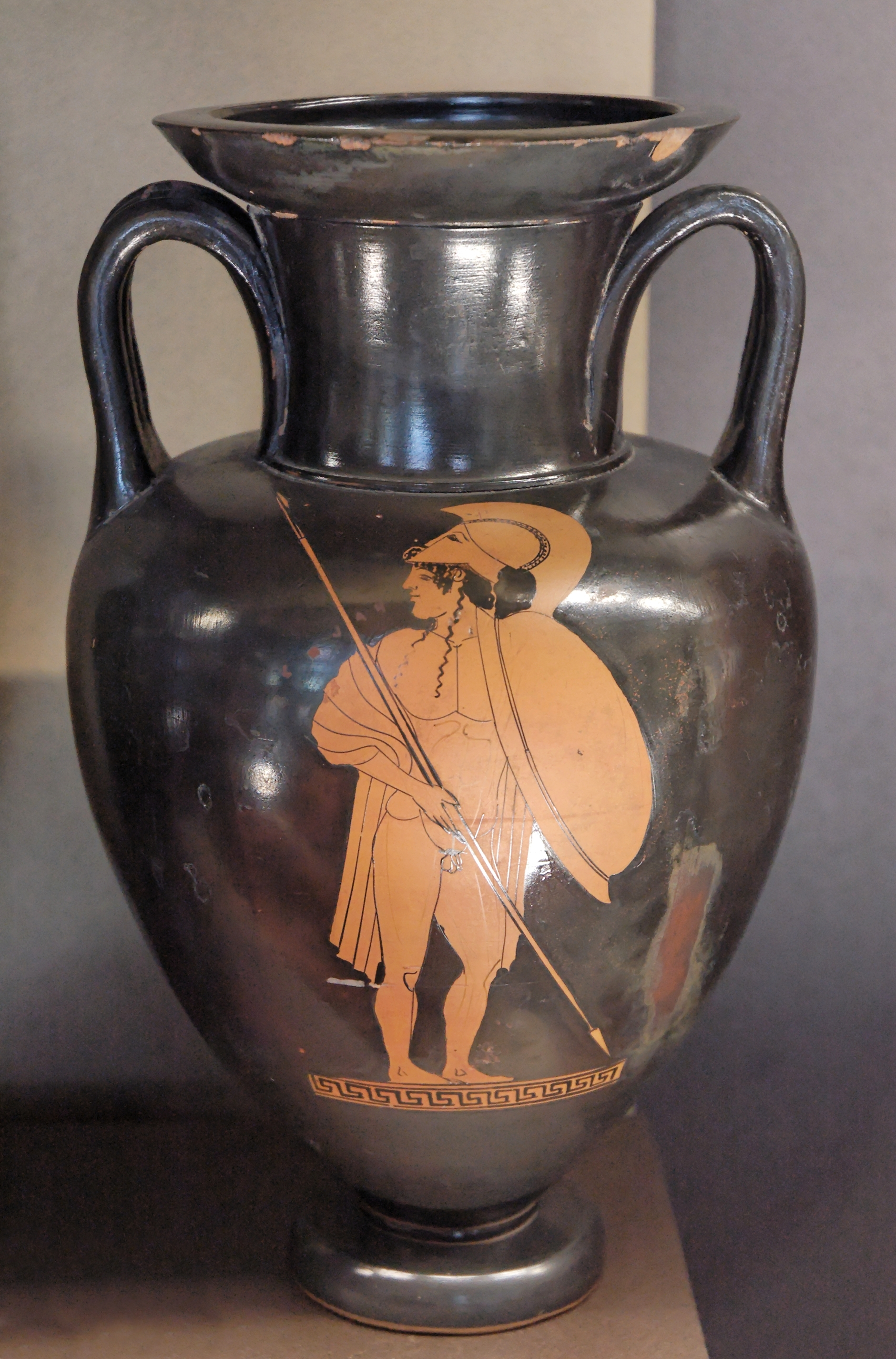
Antíloc en una àmfora de ceràmica del 470 aC, museu del Louvre.

Segons la mitologia grega, Antíloc (en grec antic: Ἀντίλοχος) era el fill de Nèstor, rei de Pilos, i d'Anaxíbia (o segons l'Odissea d'Eurídice), i va participar en la guerra de Troia.

## Llegendes
Era un dels pretendents d'Hèlena i va acompanyar el seu pare i el seu germà Trasimedes a la guerra de Troia. Tenia fama de ser formós, de tenir el peu lleuger i hàbil amb el carro de combat. Encara que era el més jove dels prínceps grecs, va comandar els guerrers de Pilos i va fer moltes gestes demostrant el seu coratge. Va ser un dels favorits dels déus i amic d'Aquil·les, al qual va haver d'anunciar la mort de Pàtrocle.
Quan Mèmnon va atacar el seu pare, Nèstor, Antíloc es va sacrificar per salvar-lo. Aquest fet l'havia predit un oracle quan havia expressat l'advertiment «vés amb compte amb un etíop». Aquil·les va venjar la mort d'Antíloc. Segons altres relats no va ser Mèmnon qui el va matar, sinó Hèctor o va caure abatut per una fletxa de Paris, quan era al temple d'Apol·lo Timbreu. Una versió diferent, diu que Antíloc va anar a socórrer el seu pare a qui atacaven per tots costats i estava a punt de sucumbir. El noi va cobrir-lo amb el seu cos com si fos un escut, i allà mateix va morir. Les seves cendres, juntament amb les d'Aquil·les i les de Pàtrocle, van ser consagrades en un monticle al promontori de Sigèon, on els habitants de Troia els van oferir un sacrifici. A l'Odissea, els tres amics continuen junts a l'Hades i passegen pels Camps d'Asfòdels. Segons Pausànies, habiten junts a l'illa de Leuce (també coneguda com a l'illa de les serps), a la mar Negra.
Higí diu que Antíloc va matar dos troians. Als jocs celebrats al funeral de Pàtrocle, Antíloc va ser el segon en la cursa de carros i el tercer en la cursa a peu.
Antíloc va tenir un fill anomenat Pèon, que va romandre a Messene durant la guerra. Els descendents d'aquest fill eren els neleides, nom que prové de Neleu, pare de Nèstor. Una expedició dels heraclides, descendents d'Hèracles, els van fer fora de Messènia. Pausànies també diu que van anar a Atenes, i que la família dels peònides i dels alcmeònides van prendre el nom de Pèon (fill d'Antíloc) i d'Alcmeó.